# Harrison (Contea di Calumet, Wisconsin)
Harrison è un comune degli Stati Uniti, situato in Wisconsin, nella Contea di Calumet.